# Grant Simmons
Grant Simmons (11 novembre 1912, Arizona - 31 octobre 1970, Los Angeles, Californie) est un animateur et réalisateur américain. 

## Filmographie

### Comme animateur
- 1940 : Donald a des ennuis
- 1940 : Fantasia séquence Danse des heures
- 1941 : Dumbo